# کالی یوگا
کالی یوگا (سانسکریت: कलियुग، آوانگاری: Kaliyuga) به معنی عصر مرد دیو نشان یا عصر گناه است. این مرحله آخرین مرحله از مراحل چهارگانه چرخهٔ یوگاها است که در کتب مقدس هند به آن اشاره شده‌است. مراحل پیشین چرخه عبارتند از ساتیا یوگا، تریتا یوگا و دواپار یوگا. بر اساس قوانین سوریا و رسالهٔ نجومی که بر پایه تقویم هندو و تقویم بودایی است، زمان شروع کالی یوگا در نیمه‌شب ۱۸ فوریه ۳۱۰۲ هزاره چهارم (پیش از میلاد) در تقویم میلادی؛ یا ۲۳ ژانویه ۳۱۰۲ هزاره چهارم (پیش از میلاد) در تقویم گرگوری است. همچنین برای هندوهای زیادی این روز همزمان است با روز مرگ کریشنا پس از زخمی شدن و جراحت شدیدی که به وسیله یک نیزه صورت گرفته بود.
عده ای از محققان آئین هندو بر این باورند که زمان حال در این دوره که عصر آهن و گناه و فساد است قرار گرفته. با این حال دانشمندان دیگری این نظریه را رد کرده و بر این باورند که عصر حال در آخرین سال‌های خود در دوره دواپارا یوگا به سر می‌برد. بر اساس روایات و استدلال‌های هندویی، دورهٔ کالی یوگا ۴۳۲٬۰۰۰ سال به طول می‌انجامد.

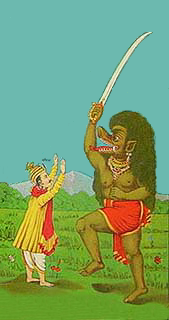
تصویری از صحنهٔ شمشیر کشیدن دیو کالی

## شخصیت کالی
کالی یوگا با دیوی به اسم کالی در ارتباط است و نباید با ایزدبانو کالی اشتباه گرفته شود. کالی در کالی یوگا به معنی نزاع، جنگ، دعوا و اختلاف است.
کالی شخصیتی کینه‌توز و جنگ‌طلب است و با هدف خراب کردن و ویرانی پا به منطقه‌ای می‌گذارد و این شخصیت مقابل کالکی پورانا قرار دارد که مظهر صلح است. گفته می‌شود پس از پایان این دوره، کالکی پورانا سوار بر اسب سفید برای مبارزه با دیو بزرگ (کالی) بازمی‌گردد و پایان عصر تاریکی را رغم می‌زند.

## تفسیر دیگران از کالی یوگا و چرخهٔ یوگا
از دیدگاه دیوید فارولی مراحل یوگا شبیه به چهار فصل است، از نظر وی تغییر هر فصل و مرحله یوگا منظم بوده و از مرحلهٔ اول به بعدی و از بعدی به مرحلهٔ بعد انتقال می‌یابد و هیچ‌گاه از فصل اول به فصل سوم یا چهارم جهش ناگهانی وجود ندارد.